# Paul Beeckman
Paul-Felix Beeckman (Ninove, 24 januari 1900 - Sint-Pieters-Jette, 4 januari 1978) was een Belgisch advocaat, ambtenaar, collaborateur tijdens de Tweede Wereldoorlog.

## Levensloop
Beeckman begon zijn universitaire rechtenstudies in 1918 aan de door de Duitsers vernederlandste Gentse universiteit, waar hij onder de invloed kwam van het activisme. Zoals alle studenten van deze universiteit werd hij na de oorlog tijdelijk verhinderd om verdere studies te doen, tot hij in 1922 aan de Katholieke Universiteit Leuven werd toegelaten. Hij werd er onmiddellijk actief in het Katholiek Vlaamsch Hoogstudentenverbond en in het ledenblad De Blauwvoet. In Ons Leven schreef hij een artikelreeks over federalisme en hij werd voorzitter van de Vlaamsch-Nationale Studiekring.
In 1924 werd hij voorzitter van het Katholiek Vlaamsch Hoogstudentenverbond en behoorde tot de kleine groep die op een conflict aanstuurde met de academische overheid en de Belgische bisschoppen. Toen hij een publiek protest liet horen, werd hij van de universiteit weggestuurd, wat hem zeer populair maakte in Vlaams-nationalistische kringen. 
Beeckman behaalde zijn doctoraat in de rechten in 1927 door examens af te leggen voor de Centrale Examencommissie. Hij vestigde zich als advocaat in Kortrijk. Hij werd in deze stad verkozen tot gemeenteraadslid en zette zich actief in om een vereniging tot stand te doen komen die alle Vlaams-nationale krachten zou bundelen. Hierin werkte hij samen met Tony Herbert en Odiel Spruytte. Hij behoorde dan ook tot de stichters van het Vlaamsch Nationaal Verbond. Hij nam ontslag in 1934 toen hij moest vaststellen dat de meerderheid zich niet schaarde achter zijn fascistische en corporatistische ideeën. Hij kwam echter achteraf weer bij die partij en voerde de VNV-lijst aan in Kortrijk bij de wetgevende verkiezingen van 1939. Hij werd niet verkozen.

## Tweede Wereldoorlog
De naam van Beeckman bleef tijdens de hele oorlogstijd verbonden met het nieuw opgerichte Commissariaat voor prijzen en lonen, dat onder druk van de bezetter tot stand kwam en een instrument moest worden in het tot stand komen van een centralistisch geleide staatseconomie. Hij werd op 20 augustus 1940 door de secretarissen-generaal benoemd aan het hoofd van deze instelling. In principe was ze ondergeschikt aan het ministerie van Arbeid en Sociale voorzorg, maar met de steun van de Duitse overheid, voerde Beeckman een autonoom beleid. Wat de lonen betreft werd het overleg tussen werkgevers en vakbonden afgeschaft en besliste alleen het commissariaat over de lonen. Hetzelfde gebeurde wat betreft de prijsbepaling en de prijzencontrole. Het eerste conflict vond plaats onmiddellijk na Beeckmans benoeming, toen hij op eigen houtje 1500 controleurs aanwierf, die hij hoofdzakelijk ging halen in Vlaams-nationalistische en rexistische kringen.
Gedurende de hele oorlogstijd streefde Beeckman er naar om, met steun van de bezetter, zijn diensten los te trekken van de Belgische overheid. Het werd geen onverdeeld succes. De secretarissen-generaal verzetten zich, meestal met succes, tegen zijn hervormingen die naar onafhankelijkheid van het commissariaat moesten leiden. Anderzijds slaagde het commissariaat er niet in om greep te krijgen op de werkelijke toestand op het terrein, waar de zwarte markt hoogtij vierde.

## Na de oorlog
Beeckman werd na de Bevrijding gearresteerd. Hij kreeg een geringe straf en was weldra weer vrij. Hij ging onmiddellijk aan de slag als bedrijfsjurist.
Weldra hernam hij zijn activiteiten binnen de Vlaamse Beweging.
- In 1950 hield hij een redevoering voor het Katholiek Vlaams Hoogstudentenverbond, waarbij hij de noodzaak van een Vlaams-nationalistische beweging aanprees.
- In 1960 sprak hij zich uit voor federalisme op het congres van Het Pennoen.
- Hij werd de eerste voorzitter van de Vlaamse Volksbeweging.
- Hij werd algemeen voorzitter van het Verbond van Vlaamse Academici (1968-1970).

## Publicaties
- Memorie van verdediging aan den rectoralen raad der Katholieke Universiteit, Leuven, 1924.
- H. J. Elias, politieke vraagstukken, federalisme en Groot-Nederland, 1930.
- Naar een organisatorischen opbouw van economie en staat, in: Rechtskundig Weekblad, 1935.
- Studie over het federalisme, 1962.
- De studentenrevolte van 1924-25 te Leuven, 1975.